# Armariz (Nogueira de Ramuín)
Armariz (llamada oficialmente San Cristovo de Armariz) es una parroquia y un lugar del municipio español de Nogueira de Ramuín, en la provincia de Orense, Galicia.

## Toponimia
La parroquia también es conocida por el nombre de San Cristóbal de Armariz.

## Organización territorial
La parroquia está formada por once entidades de población, constando cuatro de ellas en el nomenclátor del Instituto Nacional de Estadística español:
- Armariz
- As Pereiras
- A Tellada
- Castrelo
- O Covelo
- Requeixo
- Sa
- Valdoasno
- Ver de Cima
- Ver de Fondo
- Ver de Miogo

## Demografía

### Parroquia
| Gráfica de evolución demográfica de Armariz (parroquia) entre 2000 y 2023 |
|                                                                           |
| Datos según el nomenclátor publicado por el INE.                          |

### Lugar
| Gráfica de evolución demográfica de Armariz (lugar) entre 2000 y 2023 |
|                                                                       |
| Datos según el nomenclátor publicado por el INE.                      |